# Cova de Satsurblia

La Cova de Satsurblia (en georgià: საწურბლიას მღვიმე) és un jaciment paleoantropològic situat a prop de l'assentament de Kumistavi, un llogaret del districte de Tskhaltubo, a la regió d'Imerècia de Geòrgia. La cova càrstica fou excavada per primera vegada el 1976 per A. N. Kalandadze.

## Arqueologia
La primera ocupació prehistòrica de la cova es va donar entre el 25500 ae i 24400 ae. El següent període d'ocupació humana de Satsurblia ocorregué entre els 17000 ae i   16.200 ae aproximadament. Aquest hiat de l'ocupació humana de Satsurblia coincideix amb l'Últim màxim glacial.
En la cova s'han trobat artefactes lítics, d'os, carbó, teixits de lli i ceràmica. Els objectes de pedra mostren semblances amb els dels jaciments de l'epigravettià oriental. S'hi han trobat arracades perforades fetes d'estalagmita i ossos bovins polits. També s'han trobat en aquest lloc restes de pintura groga, vermella i marró ocre.
A diferència de la majoria dels altres jaciments paleolítics de Geòrgia que es basaven sobretot en la caça d'una sola espècie, la gent de Satsurblia sembla haver caçat una gamma d'espècies lleugerament més diversa. Les restes d'animals trobats a la Cova de Satsurblia són sobretot de senglar, cérvol comú, ur, bisó estepari, cabra del Caucas occidental i cabirol. També s'hi trobaren restes d'óssos bruns, llops, guineus i castors europeus.

## Genètica
El 2013, els arqueòlegs van trobar a la cova un fragment d'os temporal d'humà antic. La datació directa per radiocarboni de l'os donà la data del 13.300 ae. Els investigadors van extraure amb èxit l'ADN del penyal i van aconseguir recuperar els genomes (amb baixa cobertura).
L'individu antic de la Cova de Satsurblia era un home de cabell negre i ulls castanys; és, però, un dels primers que se n'han trobat que és portador de l'al·lel HERC2 derivat per als ulls blaus. L'individu de Satsurblia probablement també tenia la pell clara, perquè es va descobrir que portava l'al·lel SLC24A5 derivat per a la pell clara. En acabar, també era intolerant a la lactosa i no tenia l'al·lel EDAR derivat que es troba comunament en els asiàtics orientals i en els nadius americans.
Aquest individu pertany a l'haplogrup del mtDNA K3 i a l'haplogrup J1-Y6305* de l'ADN-I. Un 1,7-2,4% del seu ADN era d'origen neandertal.

### Caçadors-recol·lectors del Caucas
L'individu de Satsurblia és el parent genètic més proper a un individu antic, que data del voltant del 9700 ae, trobat a la cova Kotias Klde a Geòrgia. Junts, formen un grup genèticament diferenciat que s'ha denominat caçadors-recol·lectors del Caucas.
Els caçadors-recol·lectors del Caucas descendeixen d'una població que es va separar molt aviat, fa uns 45.000 anys, abans de la divisió que dugué a la formació de l'humà de Ust’-Ishim, de Pestera cu Oase1 i als caçadors-recol·lectors europeus. Els caçadors-recol·lectors del Caucas van aconseguir sobreviure en aïllament durant la darrera Edat de Gel com una població diferenciada.

### Relació amb les poblacions modernes
En comparança amb les poblacions humanes modernes, les poblacions més properes a l'individu de Satsurblia en són les actuals del sud del Caucas.
Els caçadors-recol·lectors del Caucas van contribuir significativament a les poblacions europees modernes mitjançant els iamna. Al voltant de la meitat de l'ADN dels iamna procedeix dels caçadors-recol·lectors del Caucas, que també van aportar genèticament als asiàtics centrals i del sud moderns.